# Хаки (цвет)

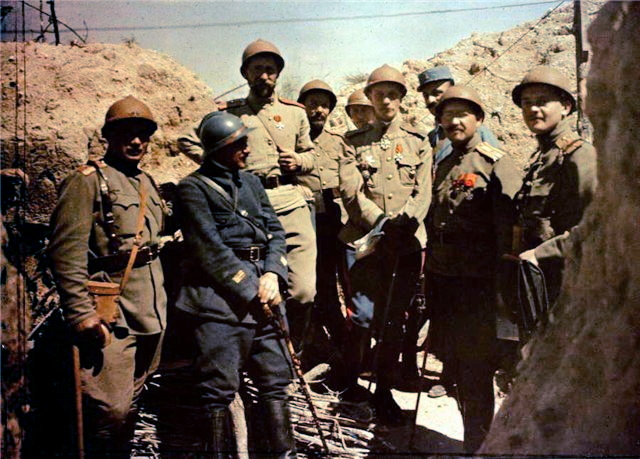
Экспедиционный корпус Русской армии во Франции. Лето 1916 года, Шампань. Начальник 1-й бригады генерал Лохвицкий с несколькими русскими и французскими офицерами обходит позиции

Ха́ки (из хинди ख़ाकी «пыльный», далее из перс. خاکی‎ «пыльный, земляного цвета»), Хакки — название пыльно-землистых оттенков от серо-жёлтого до зеленовато-коричневого, в других источниках указаны цвет «хакки» — коричневато-жёлтый и желтоватый.
Традиционно цвет хаки используется в военной форме одежды (обмундировании) в целях камуфляжа. Зелёные оттенки хаки, встречающиеся в буйной растительности, традиционно также называют защитным цветом.

## История

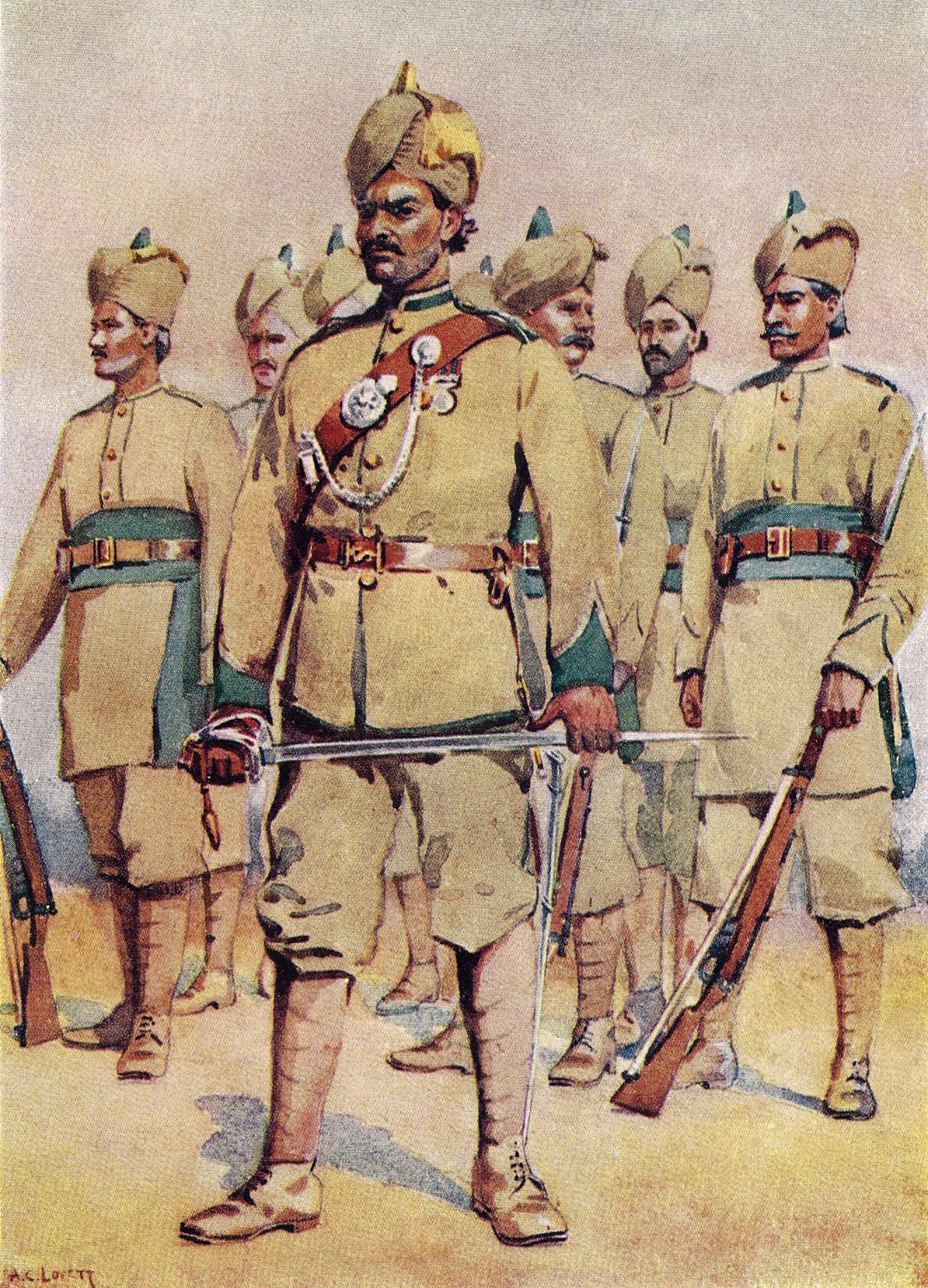
33-я Пенджабская армия

Впервые идея была внедрена в 1848 году офицерами Британской Ост-Индской компании Харри Ламдсеном и Уильямом Ходсоном, а военная форма этого цвета впервые приобрела широкомасштабное использование войсками Компании при Восстании сипаев 1857—1858 годов, когда из-за высоких потерь солдаты были вынуждены красить свои белые одежды в блёклые цвета. Униформа этого цвета была введена в английскую армию как рабочая форма в 1861 году, но была отозвана в 1864 году. Несмотря на отзыв, британские войска, особенно в Азии, продолжали красить белую боевую форму чайными листьями или другими красителями.
Официально цвет начал использоваться в Британской армии и Армии Британской Индии начиная с Англо-эфиопской войны 1868 года, в которой приняли участие выведенные из Индии войска. B одном источнике указано, что форма одежды военнослужащих цвета хаки была использована английской армией в Индии в 1867—1868 годах для вспомогательных подразделений, состоявших из местных жителей (Корпус разведчиков):537-539, в другом источнике — что вошла в употребление в 1895 году в качестве летней (тропической) формы, а в качестве летней формы введена в 1896 году.
Во время второй англо-бурской войны 1899—1902 годов подразделения британской армии полностью перешли на униформу цвета хаки. В другом источнике указано, что в качестве постоянной походной формы защитное обмундирование введено в Англии на основании опыта англо-бурской войны и окончательно установлено в 1904 году, причём был избран цвет «драб» — светло-оливковый.
Форменный цвет «хаки» английского военного обмундирования получается путём осаждения на хлопчатобумажной ткани смеси окиси хрома и окиси железа.
В России защитное обмундирование начали вводить во время русско-японской войны 1904-05 годов. В 1906 году, на основании опыта войны и специальных опытов, производившихся в лагерных сборах, защитным цветом для летнего обмундирования были избраны зеленовато-серый и желтовато-серый.
В Германии защитное обмундирование установлено в 1910 году (декреты правительства Kabinetts-Orders 23 Febr. und 18 März), причём покрой мундиров в различных частях неодинаков, а цвета их приняты: серовато-зеленый (graugrün) — для пеших и конных егерей, кроме баварских, для стрелков и пулеметных отделений, и серый (feldgrau) — для всех прочих.